# Železniční trať Křižanov–Studenec
Železniční trať Křižanov–Studenec (v jízdním řádu pro cestující označená číslem 257) je jednokolejná regionální trať o stavební délce 32,0 km, propojující hlavní trať Havlíčkův Brod – Brno s hlavní tratí Brno–Jihlava.

## Historie
Trať byla vybudována ve dvou fázích, nejprve byl roku 1886 otevřen úsek ze Studence přes Budišov do Velkého Meziříčí, jako slepá odbočka z českomoravské transverzální dráhy.
V souvislosti se stavbou nové páteřní dráhy z Havlíčkova Brodu do Brna přes nedaleký Křižanov, zahájenou už koncem 30. let, bylo roku 1953 současně otevřeno propojení z Velkého Meziříčí na tuto trať. Novostavba začala již za předposlední zastávkou Oslavice, odkud vedla po úbočí nad Balinkou, obloukem kolem města, přes Martinice a u Kozlova se napojila na hlavní trať. 250 m pod bývalým nádražím (blíže centru) vznikla zastávka Velké Meziříčí zastávka (pro pěší dopravu) a o 700 metrů dál zcela nová stanice Velké Meziříčí, u níž je autobusový terminál. Původní trať z Oslavic do Meziříčí byla zachována jako vlečka.

## Provoz
Na trati jsou provozovány pouze osobní vlaky, většina mezilehlých zastávek je trvale na znamení. Některé spoje projíždí celou trať (zhruba ve dvouhodinovém taktu), jiné začínají či končí ve Velkém Meziříčí (stanici, nebo zastávce). Na rameni Křižanov–Velké Meziříčí bývá frekvence spojení vyšší. Několik spojů pokračuje z Křižanova přímo až do Žďáru nad Sázavou.

## Navazující tratě

### Křižanov
- Železniční trať Brno – Havlíčkův Brod

### Studenec
- Železniční trať Brno–Jihlava

## Stanice a zastávky

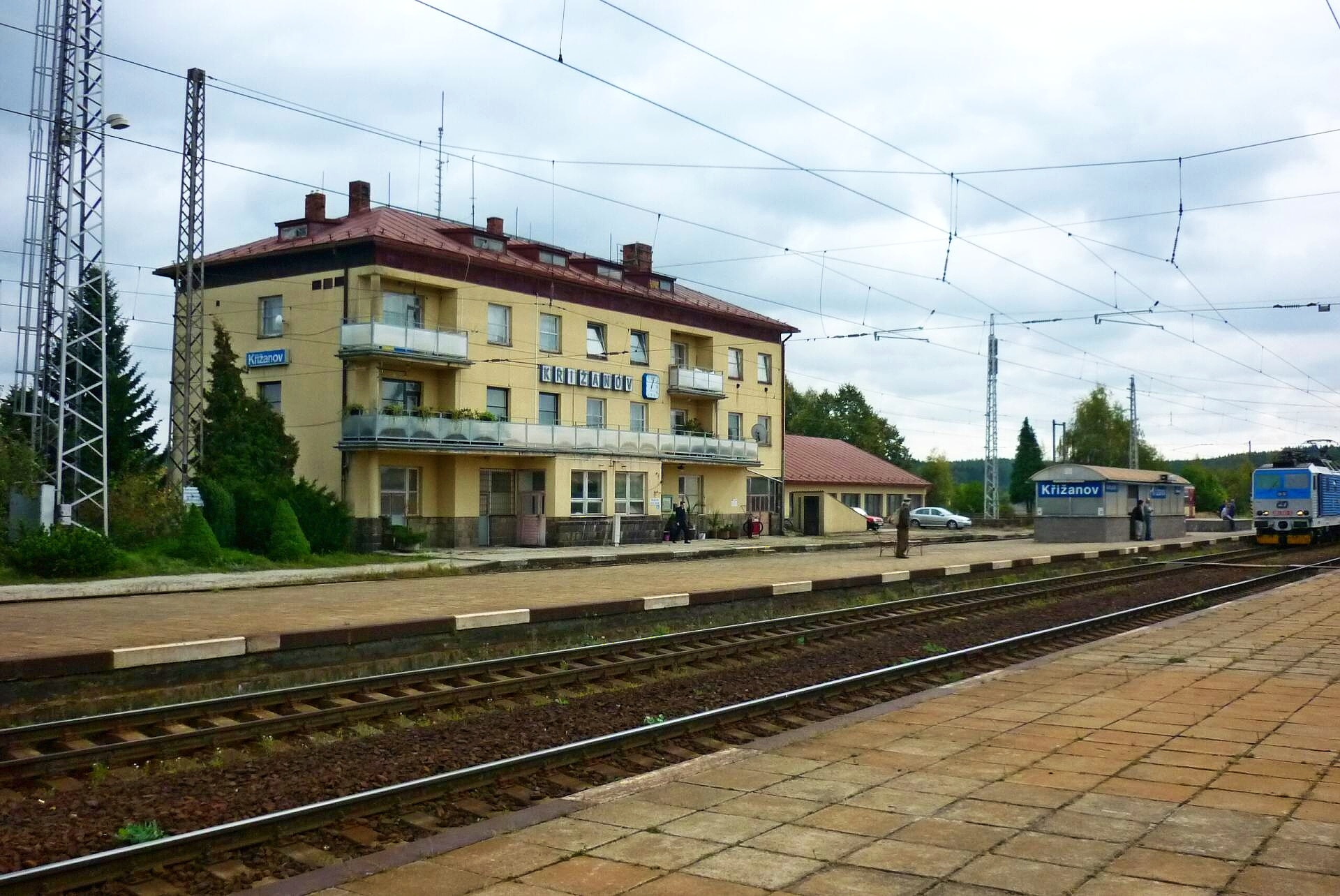
Křižanov
Martinice u Velkého Meziříčí
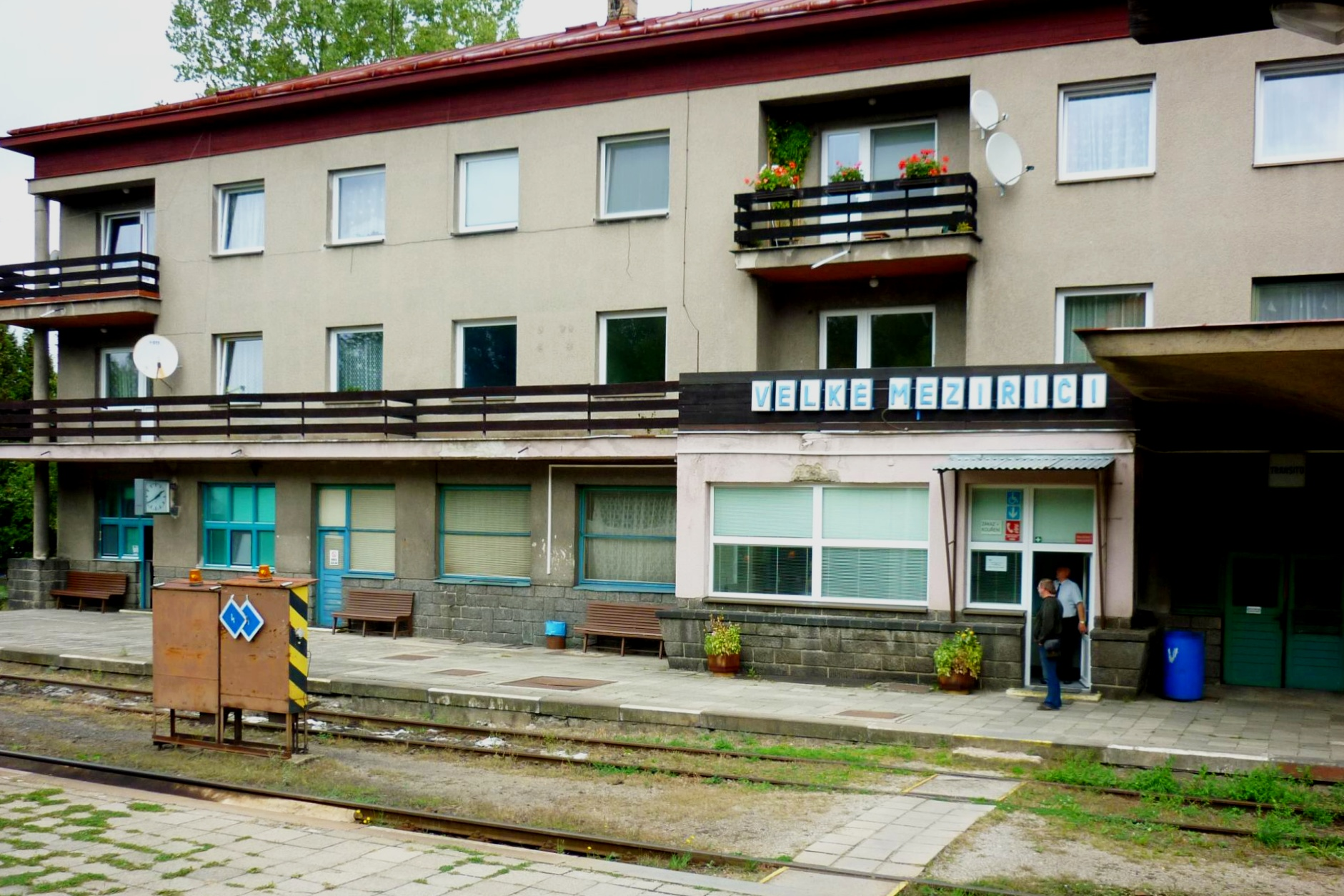
Velké Meziříčí
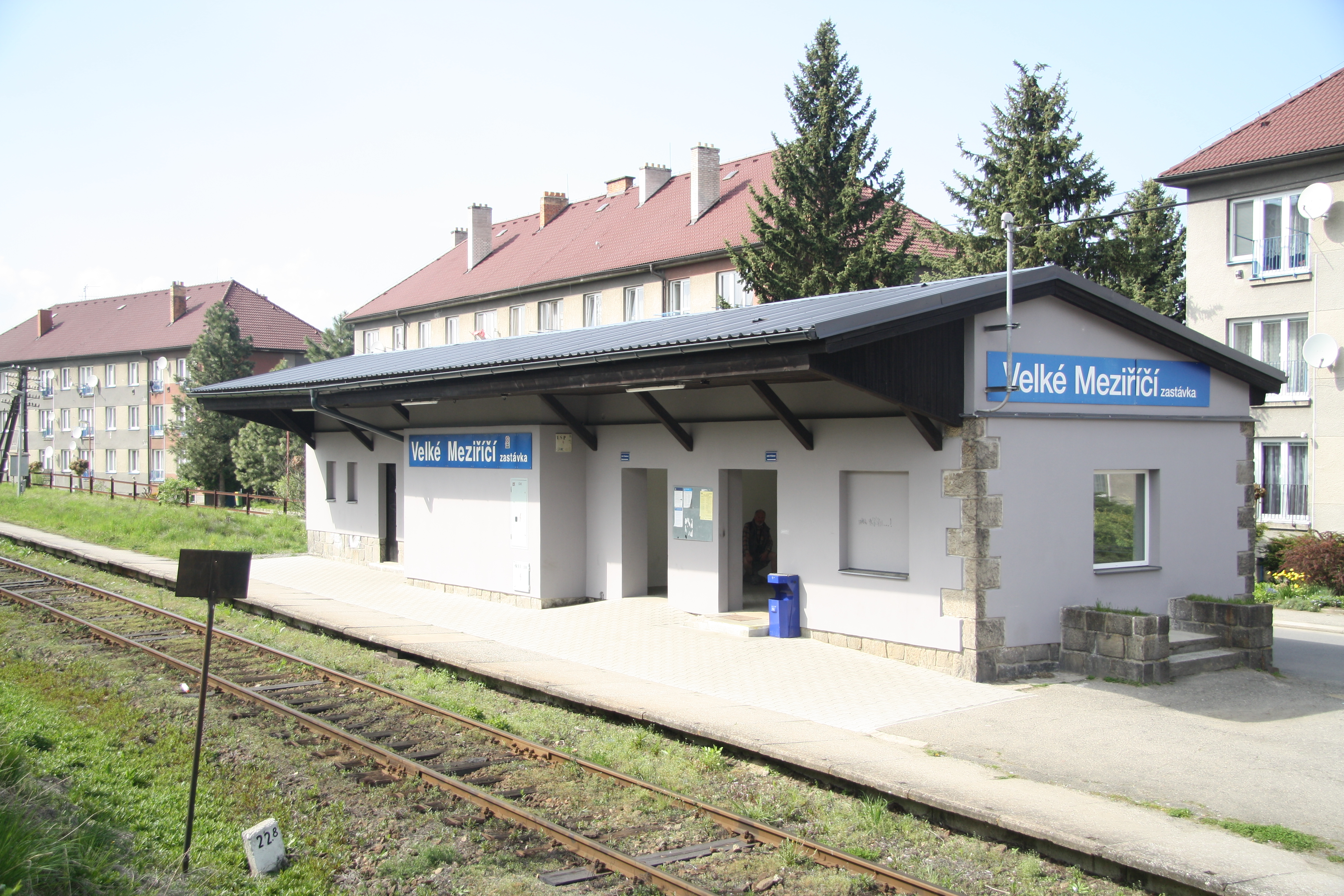
Velké Meziříčí zastávka
Oslavice
Oslavička
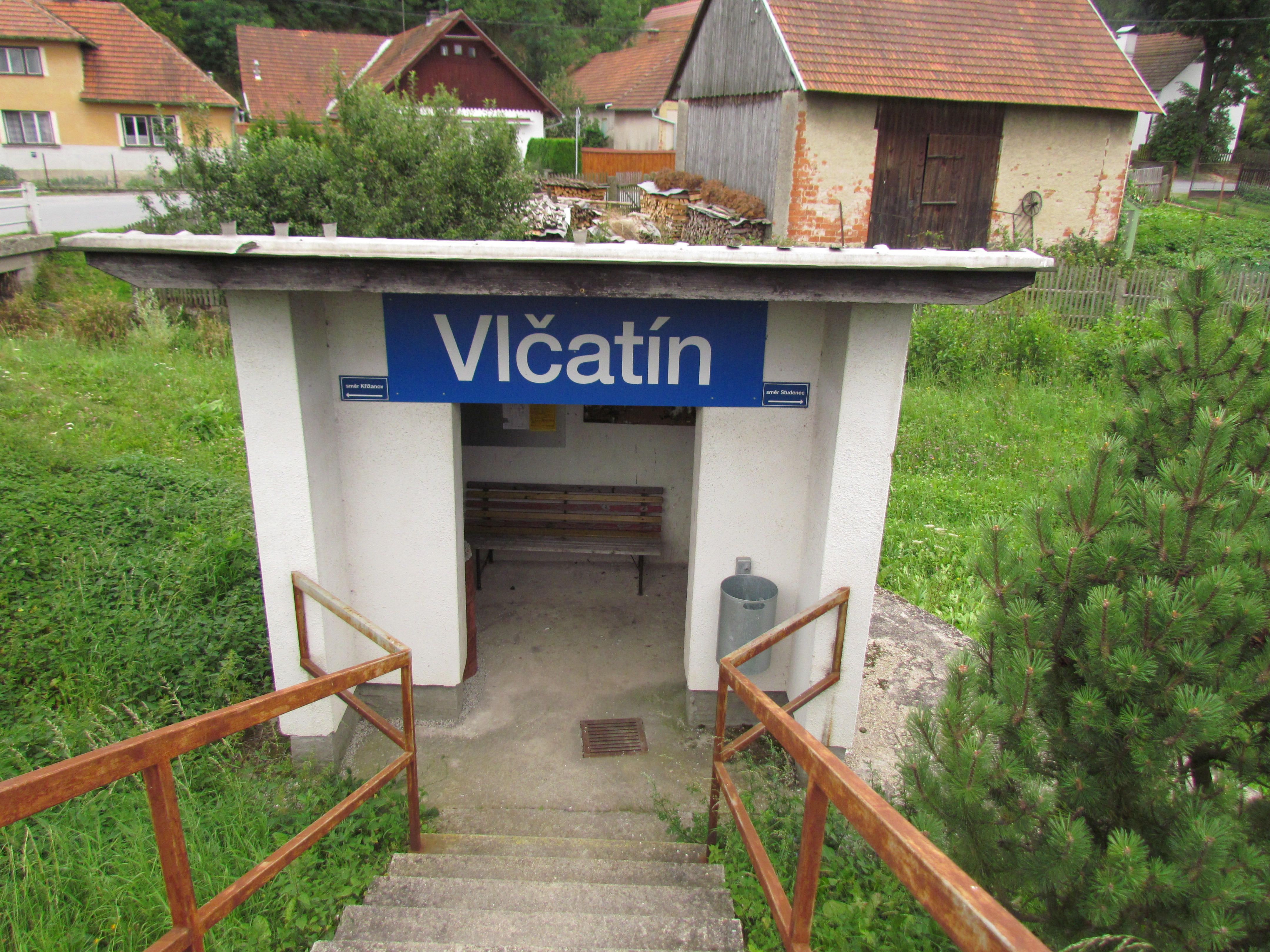
Vlčatín
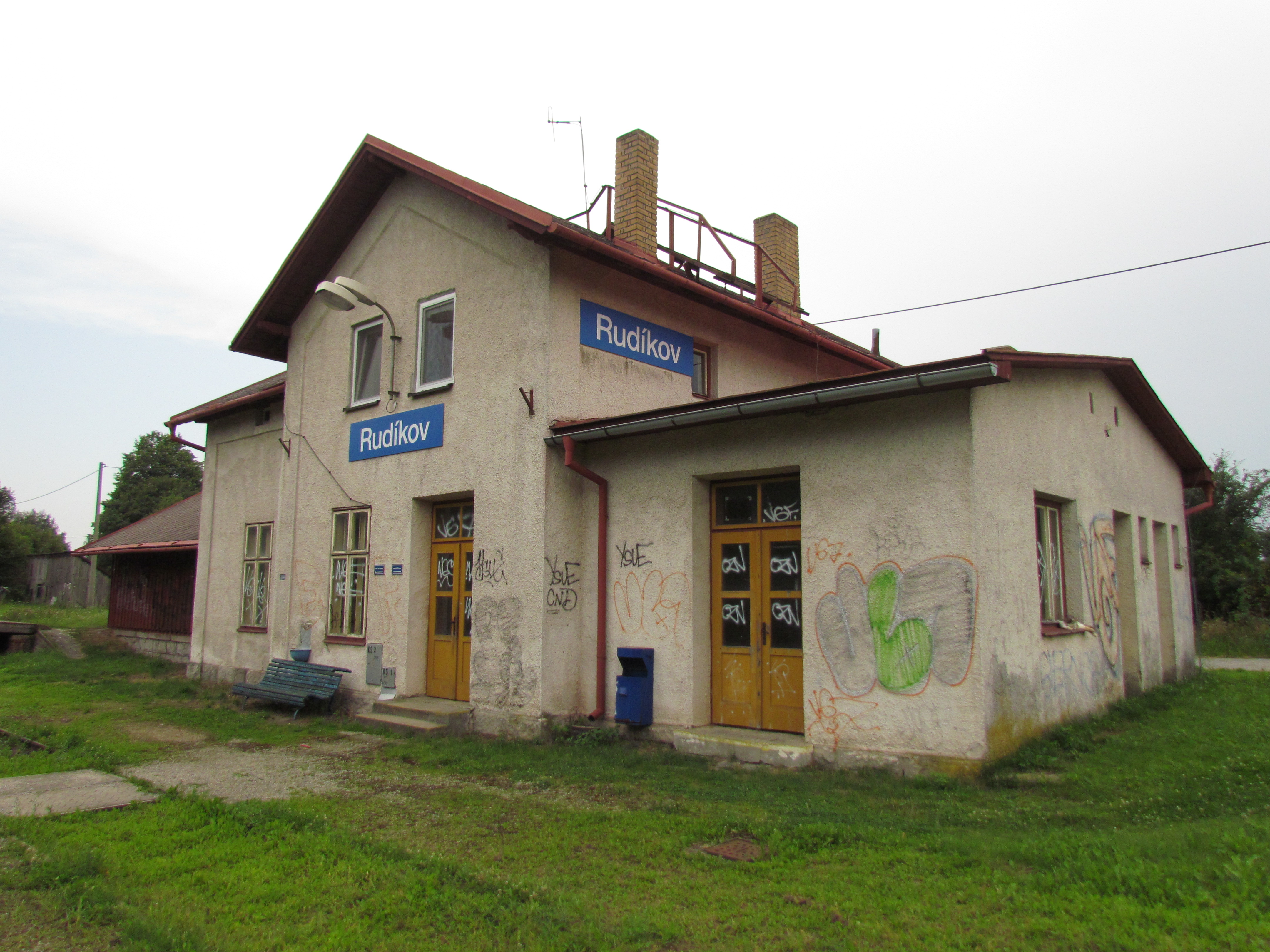
Rudíkov
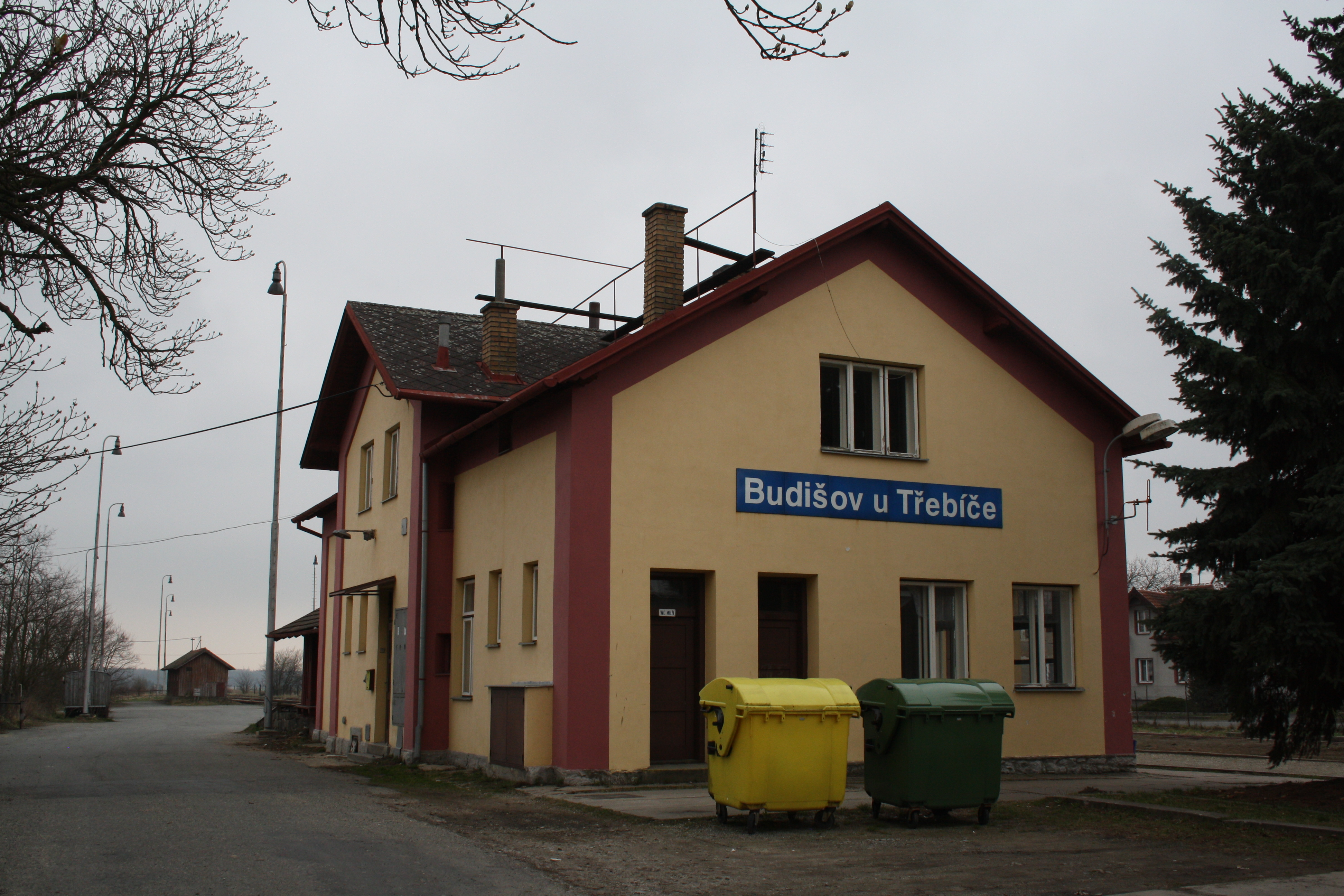
Budišov u Třebíče
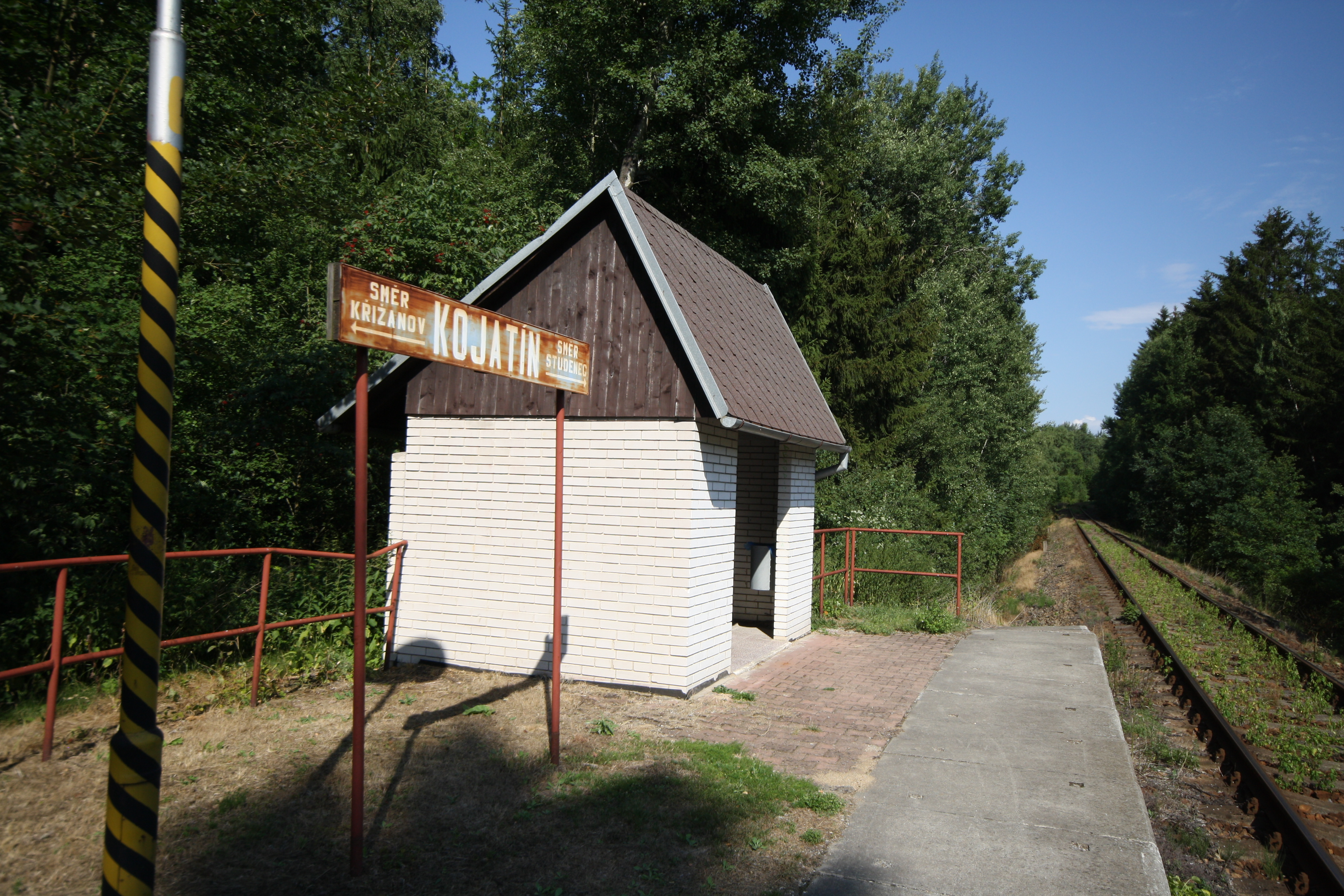
Kojatín
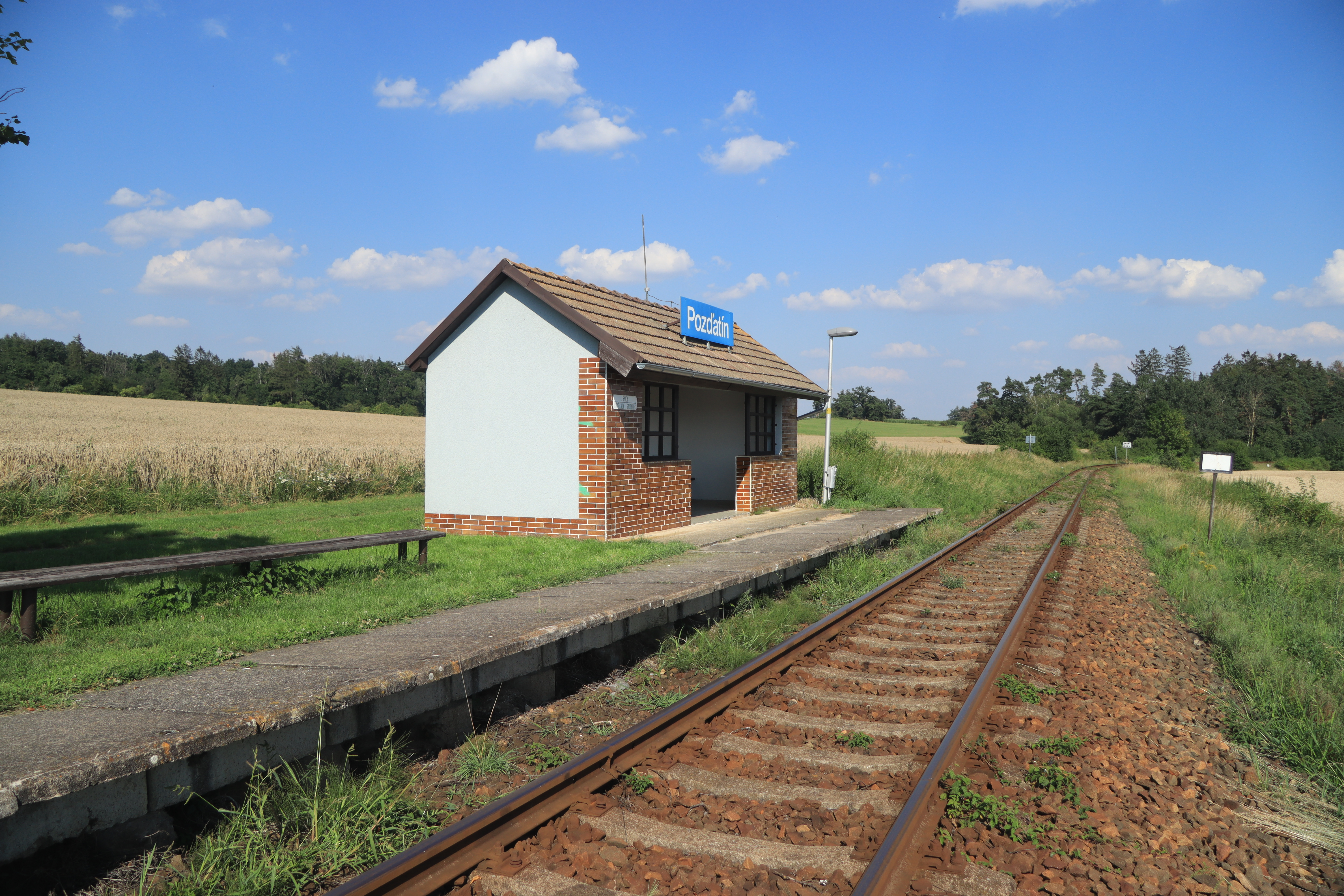
Pozďatín
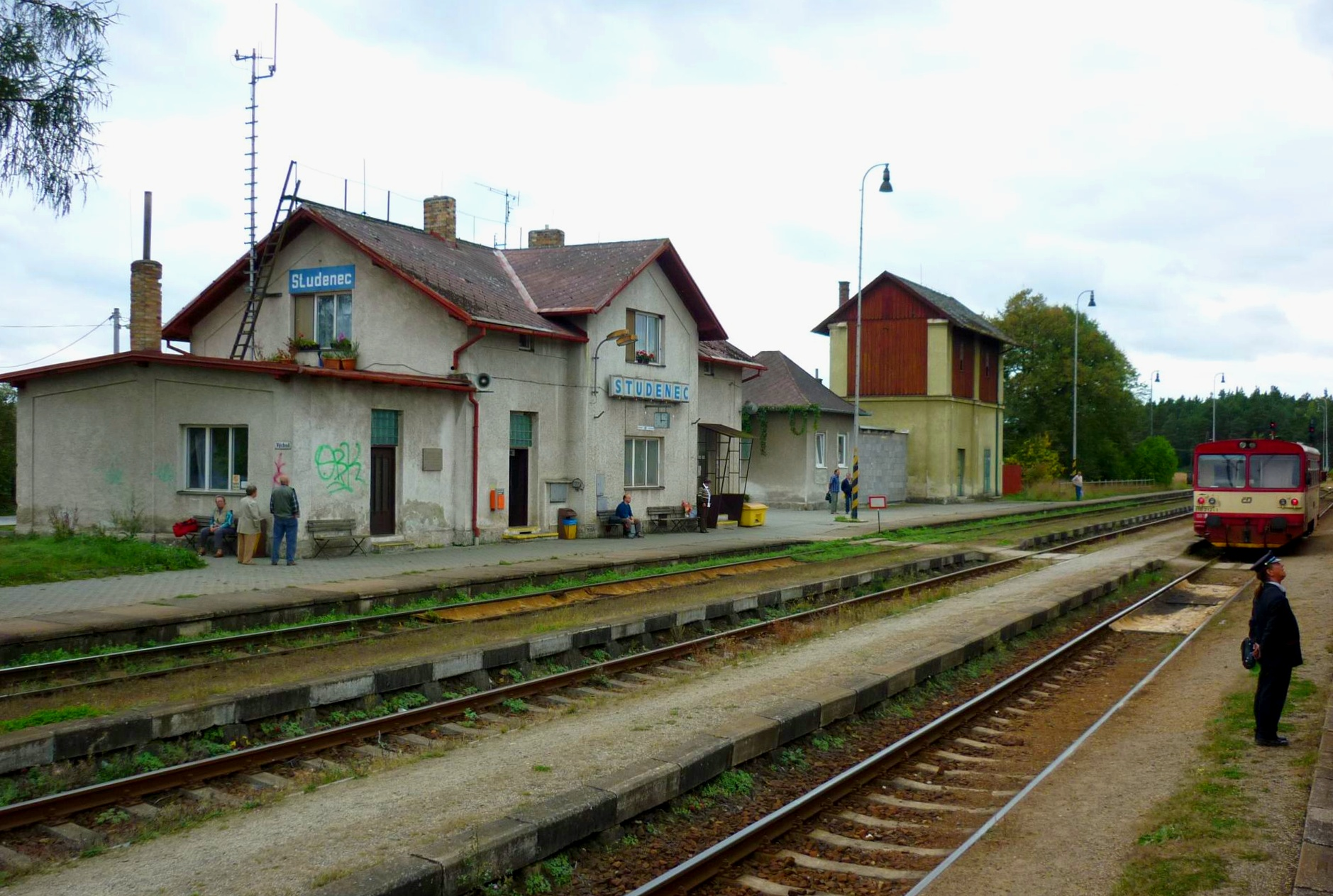
Studenec